# ليون كادوجان
ليون كادوجان (بالإسبانية: León Cadogan)‏ هو عالم إنسان باراغواياني، ولد في 29 يوليو 1899 في أسونسيون في باراغواي، وتوفي بنفس المكان في 30 مايو 1973.